# Anaplecta conradti
Anaplecta conradti är en kackerlacksart som beskrevs av Robert Walter Campbell Shelford 1908. Anaplecta conradti ingår i släktet Anaplecta och familjen småkackerlackor. Inga underarter finns listade i Catalogue of Life.